# Ervauville
Ervauville – miejscowość i gmina we Francji, w Regionie Centralnym, w departamencie Loiret.
Według danych na rok 1990 gminę zamieszkiwało 299 osób, a gęstość zaludnienia wynosiła 24 osoby/km² (wśród 1842 gmin Centre, Ervauville plasuje się na 842. miejscu pod względem liczby ludności, natomiast pod względem powierzchni na miejscu 1017.).